# Бедільйора
Бедільйора (італ. Bedigliora) — громада  в Швейцарії в кантоні Тічино, округ Лугано.

## Географія
Громада розташована на відстані близько 150 км на південний схід від Берна, 26 км на південний захід від Беллінцони.
Бедільйора має площу 2,6 км², з яких на 16,3% дозволяється будівництво (житлове та будівництво доріг), 10,7% використовуються в сільськогосподарських цілях, 71,8% зайнято лісами, 1,2% не є продуктивними (річки, льодовики або гори).

## Демографія
2019 року в громаді мешкало 611 осіб (-2,2% порівняно з 2010 роком), іноземців було 11,3%. Густота населення становила 238 осіб/км².
За віковим діапазоном населення розподілялося таким чином: 17,7% — особи молодші 20 років, 60,7% — особи у віці 20—64 років, 21,6% — особи у віці 65 років та старші. Було 255 помешкань (у середньому 2,3 особи в помешканні).
Із загальної кількості 141 працюючого 12 було зайнятих в первинному секторі, 25 — в обробній промисловості, 104 — в галузі послуг.